# Ана Фіделія Кірот
Ана Фіделія Кірот Море (ісп. Ana Fidelia Quirót More; нар. 23 березня 1963) — кубинська легкоатлетка, яка спеціалізувалася на бігу на середні дистанції.

## Спортивні досягнення
Срібна (1996) та бронзова (1992) олімпійська призерка з бігу на 800 метрів. Фіналістка (6-е місце) олімпійських змагань з естафетного бігу 4×400 метрів (1996).
Дворазова чемпіонка світу з бігу на 800 метрів (1995, 1997). Срібна призерка чемпіонату світу з бігу на 800 метрів (1991). Фіналістка чемпіонатів світу з бігу на 800 метрів (4-е місце, 1987) та естафетного бігу 4×400 метрів (7-е місце, 1995).
Триразова переможниця Кубку світу з бігу на 400 метрів, 800 метрів та естафетного бігу 4×400 метрів (1989). Посіла 4-і місця у цих дисциплінах на іншому Кубку світу (1985).
Чемпіонка Панамериканських ігор з бігу на 400 та 800 метрів (1987). Срібна призерка Панамериканських ігор з бігу на 400 метрів (1983) та естафетного бігу 4×400 метрів (1979, 1991). Бронзова призерка Панамериканських ігор з естафетного бігу 4×400 метрів (1983).
Чемпіонка Універсіади з бігу на 400 та 800 метрів (1989). Срібна (біг на 400 метрів) та бронзова (біг на 800 метрів) призерка Універсіади (1985).
Чемпіонка Куби з бігу на 400 метрів (1988, 1989, 1991, 1996), 800 метрів (1989, 1991, 1992, 1995, 1996, 1997, 1998) та 1500 метрів (1997, 1998).

## Визнання
- Легкоатлетка року ІААФ (1989)
- Легкоатлетка року за версією журналу «Track & Field News» (1989)